# Neotephria ramalaria
Neotephria ramalaria är en fjärilsart som beskrevs av Felder 1875. Neotephria ramalaria ingår i släktet Neotephria och familjen mätare. Inga underarter finns listade i Catalogue of Life.